# Temnurus temnurus
La urraca de raquetas (Temnurus temnurus) es una especie de ave paseriforme de la familia Corvidae propia del sudeste asiático. Es la única especie del género Temnurus.

## Distribución y hábitat
Se lo encuentra en Camboya, China, Laos, Tailandia y Vietnam.
Sus hábitats naturales son los bosques húmedos tropicales.